# Johan Philip Degen
Johan Philip Caspar Degen (1738 i Wolfenbüttel – 27. januar 1789 i København) var en tysk-dansk musiker og maler, far til Carl Ferdinand Degen.
Han var født i Wolfenbüttel og søn af violoncellisten Gerhard Degen, der havde ansættelse i hertugen af Braunsweigs
kapel. I sit 19. år blev han adjungeret faderen, hvem han senere afløste; samtidig var han beskæftiget som
maler ved hertugens porcelænsfabrik. Da denne var blevet nedlagt, fik han ved en under grev Enevold Brandts auspicier foretagen omordning af Det Kongelige Kapel i København 1771 pladsen som 1. violoncellist. Han døde 22. januar 1789, 52 år gammel, få måneder efter, at han havde mistet sin hustru, Henriette Regine Schultz (1740 – 1. september 1788), datter af borgmester Schultz i Sondershausen.
Degen var en særdeles duelig kunstner på sit instrument, komponerede også, bl.a. nogle Frimurerkantater. Ved siden af musikken vedblev han at dyrke malerkunsten, og hans miniaturbilleder, af hvilke han malede en del for enkedronning Juliane Marie, medens andre gik til udlandet, synes at have gjort mere lykke end hans musikalske frembringelser. Han var fader til 8 børn, hvoriblandt matematikeren C.F. Degen.